# إرنست تورنس
إرنست تورنس (بالإنجليزية: Ernest Torrence)‏ هو مغني وممثل بريطاني، ولد في 26 يونيو 1878 بإدنبرة في المملكة المتحدة، وتوفي في 13 مايو 1933 بنيويورك في الولايات المتحدة.

## أعمال

### أفلام
- (1928) ستيمبوت بيل جونيور
- (1929) جسر سان لويس راي
- (1931) دماء رياضية

## وصلات خارجية
- إرنست تورنس على موقع IMDb (الإنجليزية)
- إرنست تورنس على موقع ألو سيني (الفرنسية)
- إرنست تورنس على موقع أول موفي (الإنجليزية)
- إرنست تورنس على موقع قاعدة بيانات برودواي على الإنترنت (الإنجليزية)
- إرنست تورنس على موقع قاعدة بيانات الأفلام السويدية (السويدية)
- إرنست تورنس على موقع قاعدة بيانات الفيلم (الإنجليزية)
- إرنست تورنس على موقع كينوبويسك (الروسية)